# Wohlfahrtia cheni
Wohlfahrtia cheni är en tvåvingeart som beskrevs av Boris Borisovitsch Rohdendorf 1956. Wohlfahrtia cheni ingår i släktet Wohlfahrtia och familjen köttflugor.
Artens utbredningsområde är Mongoliet. Inga underarter finns listade i Catalogue of Life.